# (269484) Marcia
(269484) Marcia ist ein Asteroid des Hauptgürtels. Entdeckt wurde er am 19. Oktober 2009 von José De Queiroz, Leiter der Sternwarte Mirasteilas in Falera. Die Entdeckung wurde im Mai 2011 vom Minor Planet Center bestätigt.
Seitdem trägt der Asteroid offiziell den Namen Marcia. 

## Daten
Der Kleinplanet hat einen Durchmesser von etwa 3 Kilometern und zieht seine Bahn um die Sonne in einer mittleren Entfernung von ca. 420 Millionen Kilometern. Er braucht für eine Umkreisung etwas mehr als viereinhalb Jahre.

## Name
Der Name Marcia bezieht sich auf die Tochter des Entdeckers. 